# Peter Hardeman Burnett
Peter Hardeman Burnett, född 15 november 1807 i Nashville, Tennessee, död 17 maj 1895 i San Francisco, Kalifornien, var en amerikansk advokat, politiker och den första guvernören i delstaten Kalifornien.
Burnett var uppvuxen i Missouri och arbetade som advokat efter en kort tid som butiksägare. Han var försvarsadvokat för en grupp medlemmar av Jesu Kristi kyrka av sista dagars heliga dit också mormonkyrkans grundare Joseph Smith ingick. De var bland annat anklagade för mordbrand och rån. Burnett ville att rättegången skulle flyttas över till en annan domstol. Hans begäran godkändes och de anklagade rymde under transporten.
Burnett flyttade till Oregon Country och konverterade till katolicismen. Han flyttade 1848 vidare till Kalifornien där guldrushen erbjöd nya möjligheter. Han vann det första guvernörsvalet i Kalifornien och tjänstgjorde som guvernör 1849-1851. Han blev starkt kritiserad som guvernör och avgick av personliga skäl i januari 1851.